# قطار سبک تل‌آویو

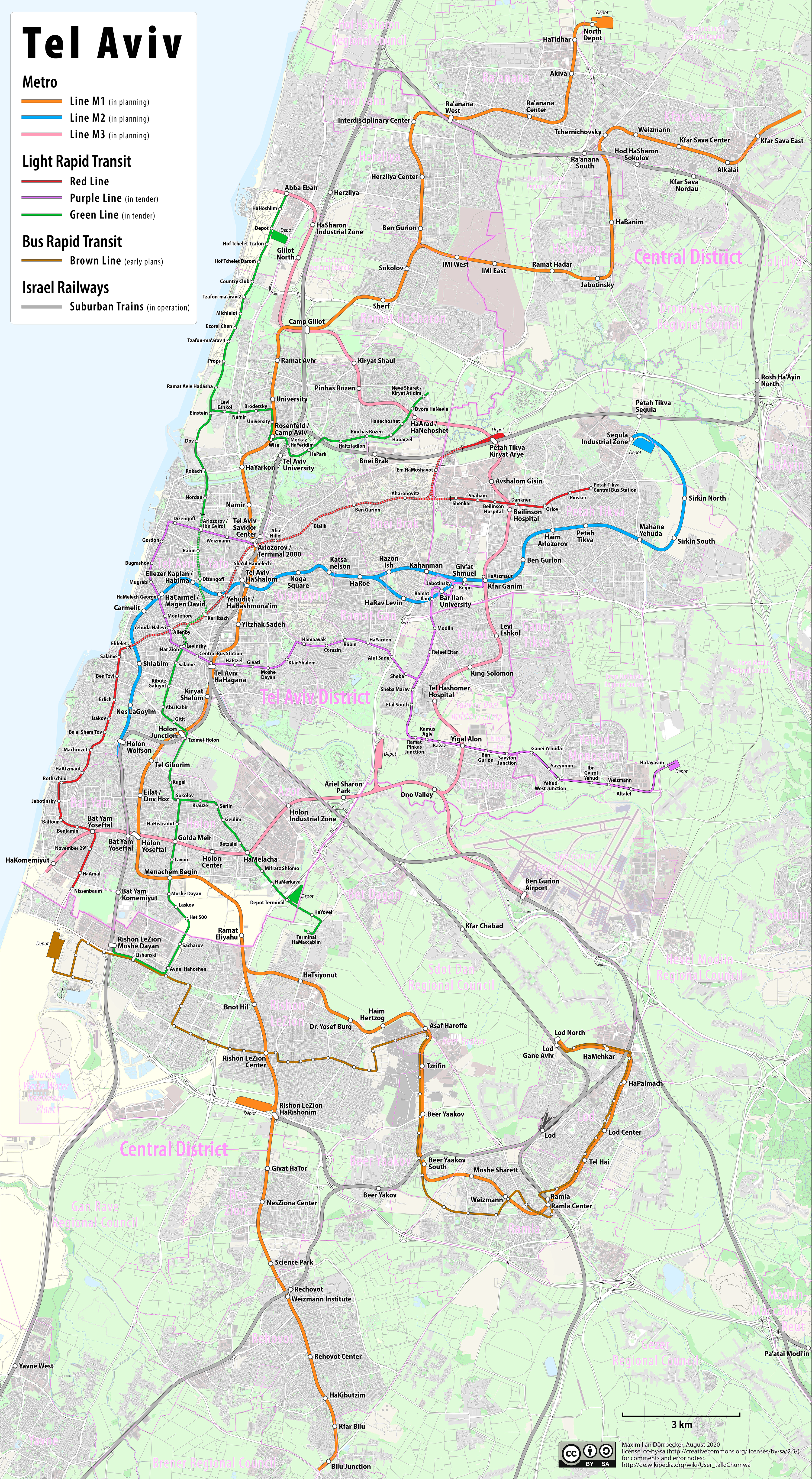
نقشهٔ متروی تل آویو.

متروی تل آویو (در عبری: מערכת להסעת המונים במטרופולין תל אביב) قطار شهری در حال گسترشی است که بخشی از سامانه حمل و نقل عمومی کلان‌شهر تل آویو به عنوان بزرگ‌ترین شهر اسرائیل به‌شمار می‌رود. این سامانه ترکیبی از قطار شهری، قطار سبک شهری و اتوبوس‌های تندرو است. اولین قسمت احداث پروژه متروی تل آویو با اجرای فاز اجرایی «خط قرمز» در ۲۱ سپتامبر ۲۰۱۰  آغاز شد.متروی تل آویو در پایان مرحله اول دارای چهار خط اصلی خواهد بود.
تل آویو دومین شهر اسرائیل پس از حیفا خواهد بود که دارای سیستم مترو خواهد شد. متروی کابلی حیفا، اولین خط مترو در منطقه خاورمیانه بود که در سال ۱۹۵۹ به بهره‌برداری رسید.